# Continental Split
Continental Split ist ein US-amerikanischer Katastrophenfilm aus dem Jahr 2024 von Nick Lyon nach einem Drehbuch von Gil Luna und Joe Roche. Produziert wurde der Film vom Filmstudio The Asylum.

## Handlung
Der Regierungsgeologe Dan untersucht einen vor etwa drei Monaten neu entstandenen See. Dabei gerät er mit einem einheimischen Fischer in Konflikt. Kurz darauf erschüttert ein Erdbeben die Gegend und ein riesiges Loch entsteht unter dem See und verschlingt diesen mitsamt den beiden Männern. Auch in New Madrid, Missouri sind die Folgen des Bebens zu spüren und in den Straßen der Großstadt bilden sich große Erdrisse. In einen davon stürzen beinahe Eric Weddle und Brenda.
Weiter die Straße hinauf ist Erics Mutter, Dr. Cami Weddle, dabei, die Erdbeben zu orten. Ihre Arbeit erschwert ihre Tochter Emily, die mit ihr darüber diskutiert, dass sie aufgrund besserer beruflichen Aussichten zu ihrem Vater Alan ziehen will. Das Ehepaar trennte sich einst, da ihre beruflichen Wege ihren persönlichen Interessen im Wege standen. So ist Alan Inhaber der Hälfte der in den USA betriebenen Hydraulic-Fracturing-Anlagen, die aber laut Cami das Auftreten von Erdbeben provozieren würden. Sie ist der Meinung, dass diese Anlagen die New Madrid Seismic Zone belasten würde, sodass ein Erdbeben wie damals 1811 auftreten könnte.
Ihrer Berechnungen zufolge könnte das Erdbeben Stärke 10 erreichen und den gesamten Kontinent zerreißen. Daher bleibt den beiden keine andere Option, als ihren Streit beizulegen und zusammenzuarbeiten. Zum Problem könnte Finn Hansley werden, der neue Freund von Cami, der Spannungen in die „Dreiecksbeziehung“ bringt.

## Hintergrund
Der Film behandelt thematisch die New Madrid Seismic Zone, eine große Verwerfungslinie im Mittleren Westen, die starke Erdbeben in den Jahren 1811 und 1812 auslöste und Einfluss auf den Mississippi River nahm.
Seine deutsche Free-TV-Premiere feierte der Film am 22. November 2024 auf Tele 5.

## Rezeption
„Ein Trash-Katastrophenfilm mit miserablen Effekten, viel pseudowissenschaftlichem Gewäsch und einer trivialen Dreiecksbeziehung auf Seifenopern-Niveau. Durch die Humorlosigkeit des Films gerät er noch mehr zur ärgerlichen Geduldprobe.“

„Der sollte sofort im Erdboden versinken.“

Jim Morazzini kritisiert in seiner Filmreview für Voices from the Balcony die schwachen CGI-Effekte und die Logikfehler. Final vergibt er zwei von fünf möglichen Sternen an den Film.
Auf Rotten Tomatoes hat der Film aufgrund zu weniger Abstimmungen keine Bewertung. In der Internet Movie Database hat der Film bei über 455 Stimmenabgaben eine Wertung von 3,6 von 10,0 möglichen Sternen (Stand: November 2024).